# زرنیخ
زرنیخ یا اورپیمنت (Orpiment) با فرمول شیمیایی As2S3، سولفید آرسنیک، با ساختار بلوری تک‌شیب، این کانی در ۳۰۰ تا ۳۲۵ درجه سانتی‌گراد ذوب می‌شود. این کانی جزو کانی‌های سمی طبقه‌بندی می‌شود. با آب و هیدروکلریک اسید تمیز می‌شود و در هوا اکسیده می‌گردد. از کانی‌های مشابه آن گوگرد و گرینوکیت را می‌توان نام برد که به وسیلهٔ رخ کامل، جلا، وضعیت رشته‌ای و ورقه‌ای و چگالی بالاتر از گوگرد قابل تفکیک است.
این کانی تقریباً کمیاب است و در روسیه، یوگسلاوی، آمریکا، پرو و در ایران در معادن زرشوران تکاب یافت می‌شود. بلورهای بزرگ آن در روسیه تا ۶۰ سانتی‌متر و ۳۰ کیلوگرم وزن می‌رسد.

## کاربردها
در چین باستان به‌عنوان سم حشرات استفاده می‌شده است
همچنین در روم و چین باستان برای زهرآلود کردن نوک نیزه و تیر بکار میرفته است
تا قرن نوزدهم میلادی که سمی بودن آن شناخته نبوده به‌عنوان رنگدانه در صنعت به‌کار می‌رفته است 
در ایران و کشورهای خاورمیانه تا چند سال قبل مخلوط آن با آهک به‌عنوان واجبی برای بردن مو به‌کار میرفته است که به نظر می‌آید مسئولان بهداشتی اخیرا اقدام به اجبار برای تغییر ماده شیمیایی کرده اند. 
خودکشی زندانیان توسط خوردن این ماده نشان از دانستن سمی بودن آن داشته است.

## ساختار بلور

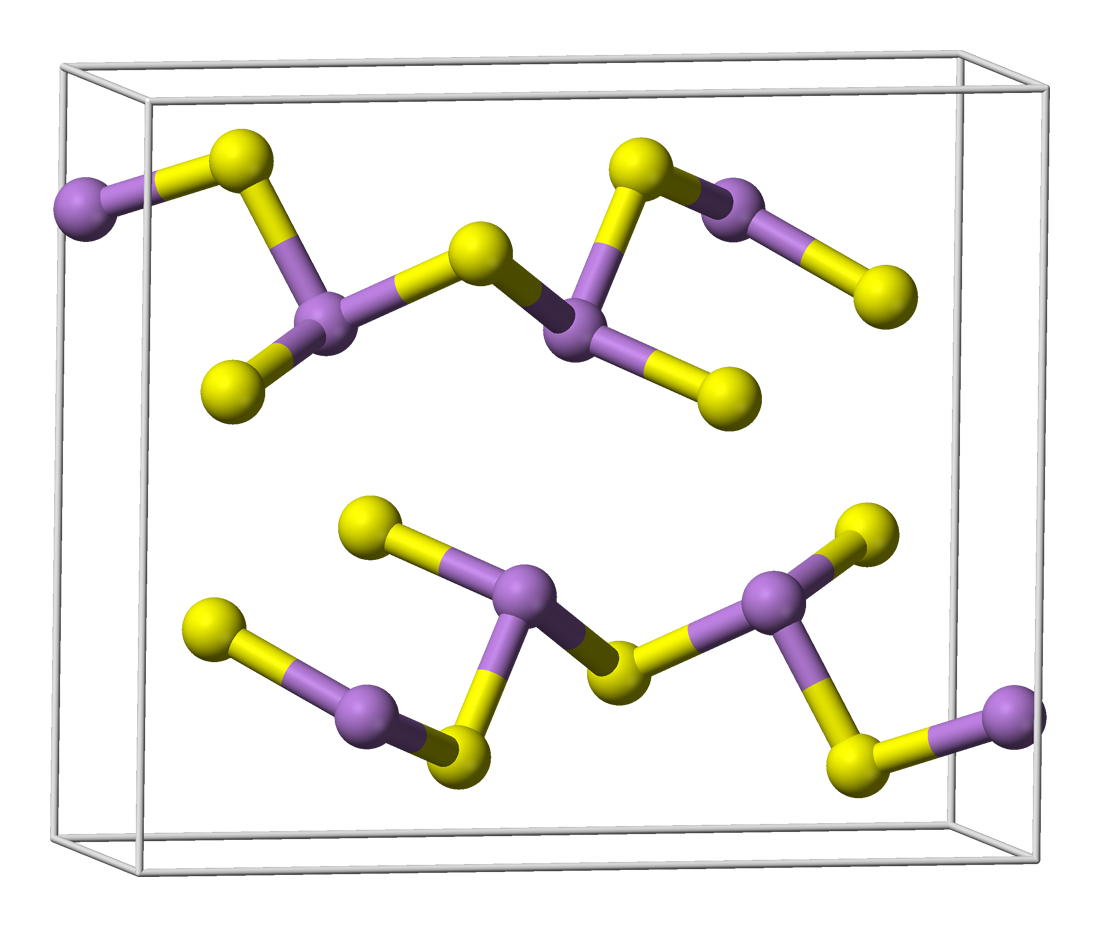
یک واحد مجزا در زرنیخ
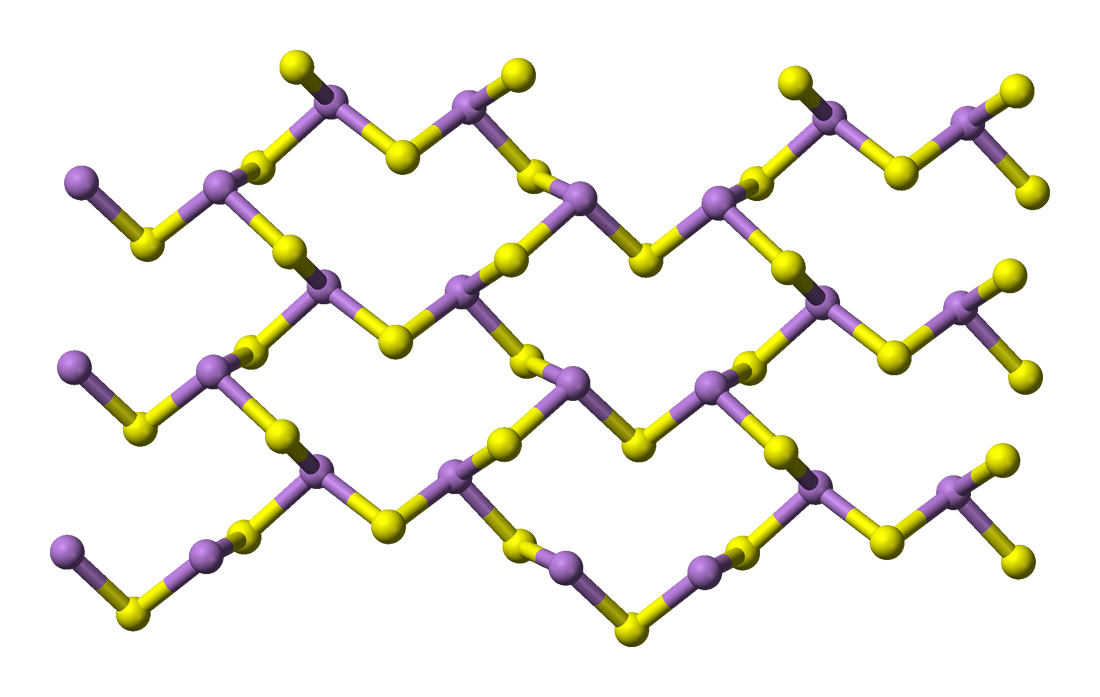
ساختار بلوری زرنیخ از صفحاتی تشکیل شده‌است.
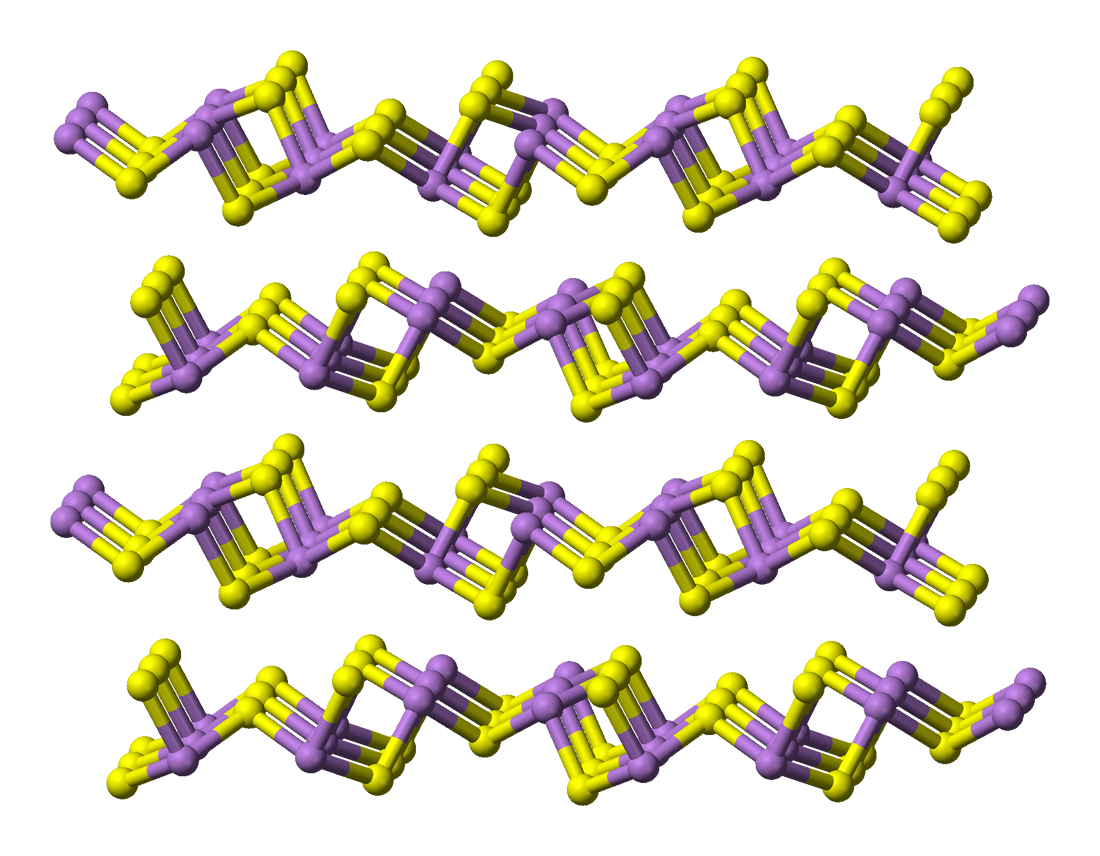
صفحات بر روی لایه‌ها انباشته شده‌اند.